# Overather Kartoffelkrieg
Als Overather Kartoffelkrieg werden gewalttätige Auseinandersetzungen im Jahr 1923 bezeichnet, die zwischen hungernden und plündernden Kölner Stadtbewohnern und Overather Bauern stattfanden, die ihre Erntevorräte verteidigten.
Ausgangspunkt war die wirtschaftliche Notlage nach dem verlorenen Ersten Weltkrieg mit galoppierender Inflation und Lebensmittelknappheit vor allem in städtischen Bereichen. Nasses Wetter hatte die Kartoffelernte verzögert. Viele Städter sorgten sich, keine Kartoffeln mehr einkellern zu können. Mitte Oktober 1923 kostete der Zentner drei Milliarden Mark. Bei dieser rasanten Geldentwertung konnten Löhne und Gehälter nicht mithalten.
Ende Oktober spitzte sich die Situation zu. Immer mehr Kölner strömten per Eisenbahn zunächst zum Hamstern ins ländliche Umfeld, um von den Bauern Lebensmittel im Tausch zu erwerben und – zumal es oft nichts mehr zum Tauschen gab – mit Gewalt Lebensmittelvorräte zu plündern und zu stehlen. Mit Spitzhacken und Schaufeln gruben  Städter in Mengen Kartoffeln aus den Feldern. In Overath bildeten Bauern mit Unterstützung aus dem Mucher und Seelscheider Gebiet eine Dorfwehr.
Unter der Überschrift  Anarchie im Aggertal ein Zitat aus dem Mucher Tageblatt vom 31. Oktober 1923:

„Sonntag war der Andrang der Plünderer in die Gegend von Overath und Marialinden äußerst stark. Mancher Hof und manches Haus wurde völlig ausgeplündert, nicht allein von Kartoffeln, sondern auch von Getreide und Federvieh. Das letztere wurde mit Knüppeln totgeschlagen und in die Säcke gesteckt […]“

Beim Overather Bahnhof machten einige Händler Stände auf, kauften den Plünderern ihre Kartoffeln ab, um sie in der Stadt teuer zu verkaufen.

Der Ansturm der Kölner war so groß, dass die Bahnverwaltung Köln am 26. Oktober einen „Sonderzug zum Kartoffelkauf“ nach Overath einsetzte. Die Bitte der Overather Gemeinde um Polizeiunterstützung lehnten die seinerzeit zuständigen britischen und französischen Besatzungsbehörden ab. Overather Bauern und Bürger, unter anderem mit Knütteln, Mistgabeln, Astgabeln, Dreschflegeln und sonstigen Verteidigungsgeräten  bewaffnet, versuchten vergeblich, die Kölner am Overather Bahnhof aufzuhalten. Es kam zu Prügeleien und Schießereien. Im Bereich der Nachbargemeinde Much riefen zeitweise Kirchenglocken zur Hilfe für Overath auf.  Die Reisenden des nächsten Zuges durchbrachen ebenfalls die Kette aufgebrachter Overather und konnten mit mehreren Waggons geraubter Kartoffeln die Rückfahrt nach Köln antreten.

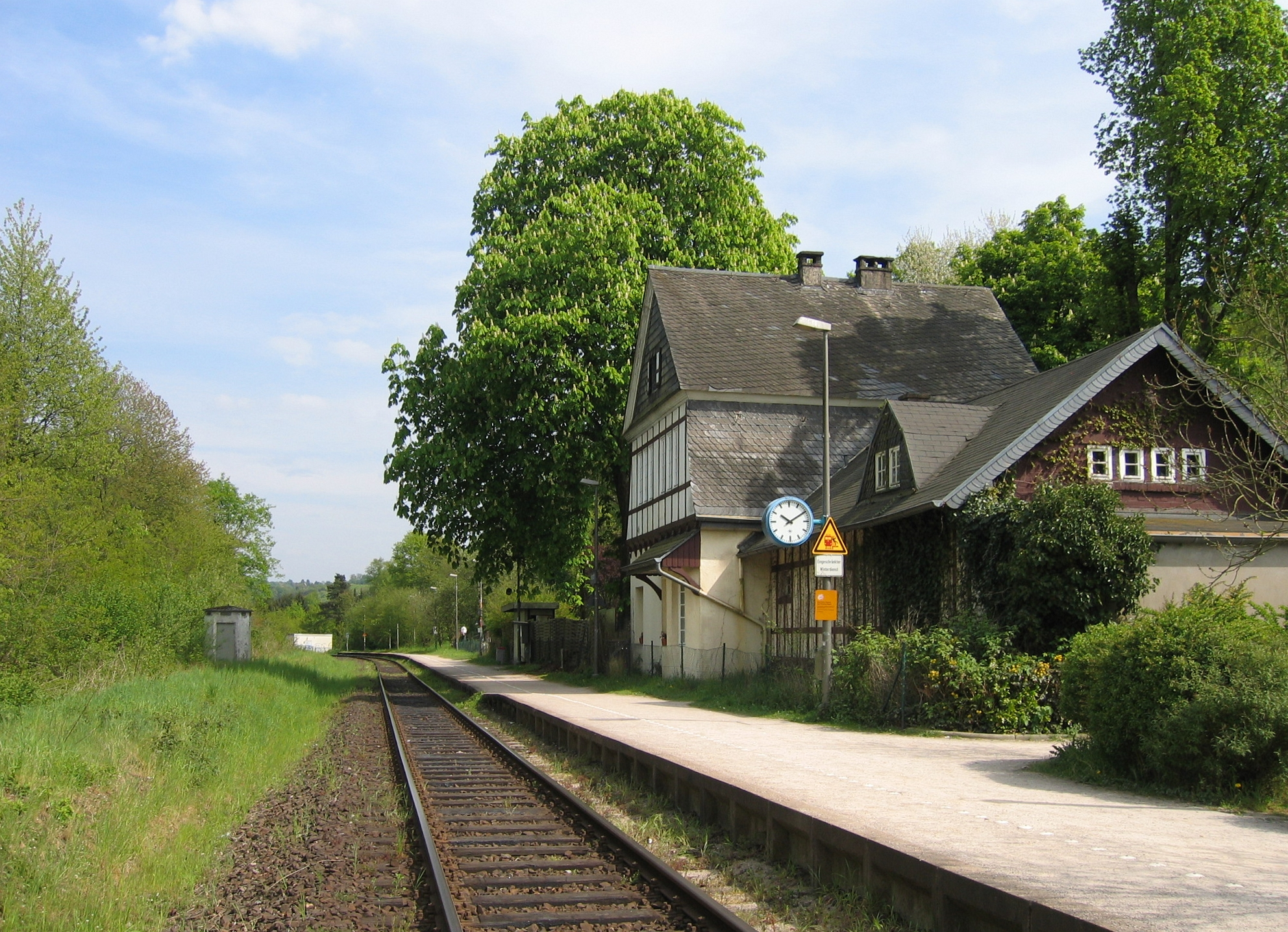
Haltepunkt Honrath 2007

 Den Zug aus Köln am 29. Oktober ließen die Overather nicht mehr ins Stadtgebiet. Ihre mittlerweile rund 1500 Mann starke Bürgerwehr, der sich neben einigen berittenen Landwirten auch Bergleute und Arbeiter aus der Umgebung angeschlossen hatten, stoppte ihn schon eine Station vorher in Honrath mit geladenen Gewehren im Anschlag und zwang den Lokführer zur Rückkehr. Bei den Auseinandersetzungen zwischen den verfeindeten Parteien gab es neben Verletzten nach unterschiedlichen Angaben zwei bis vier Tote, darunter den Gutseleven Emil van Drenke von Oberheide.
Anfang November 1923 reagierte die französische Besatzungsmacht und entsandte 1500 Kolonialsoldaten nach Overath, um den Streit zu unterbinden. Ein Teil der Truppe wurde im Lindenhof einquartiert. Anfang November 1923 wurde der Zugverkehr zwischen Köln und Overath für eine Weile eingestellt.